# Branko Đurić (tenisista)
Branko Đurić (ur. 10 lutego 2005) – serbski tenisista, finalista juniorskiego Wimbledonu w grze podwójnej chłopców.

## Kariera tenisowa
W 2021 zadebiutował w cyklu ITF Men’s Circuit.
Startując w rozgrywkach juniorów, Branko Đurić w 2023 roku osiągnął finał Wimbledonu w grze podwójnej chłopców, grając w parze z Arthurem Géą. W finale pokonali Czecha Jakuba Filipa i Włocha Gabriele Vulpittę.
W rankingu gry pojedynczej najwyżej był na 1114. miejscu (19 grudnia 2022), a w zestawieniu gry podwójnej na 1978. pozycji (15 sierpnia 2022).

### Finały juniorskich turniejów wielkoszlemowych

#### Gra podwójna (0–1)
| Końcowy wynik | Nr | Data          | Turniej           | Nawierzchnia | Partner    | Przeciwnicy                   | Wynik finału |
| ------------- | -- | ------------- | ----------------- | ------------ | ---------- | ----------------------------- | ------------ |
| Finalista     | 1. | 16 lipca 2023 | Wimbledon, Londyn | Trawiasta    | Arthur Géa | Jakub Filip Gabriele Vulpitta | 3:6, 3:6     |